# Chahains
Chahains település Franciaországban, Orne megyében. Lakosainak száma 82 fő (2022. január 1.). Chahains Saint-Sauveur-de-Carrouges, Rouperroux, Carrouges, La Lande-de-Goult, Saint-Ellier-les-Bois és Saint-Martin-des-Landes községekkel határos.

## Népesség
A település népességének változása:
| Lakosok száma | 95   | 92   | 91   | 86   | 83   | 83   | 84   | 84   | 82   |
|               | 2013 | 2015 | 2016 | 2017 | 2018 | 2019 | 2020 | 2021 | 2022 |